# Human Race
Human Race è il terzo singolo estratto dall'album Human del gruppo rock canadese Three Days Grace, pubblicato il 23 marzo 2015.

## Video musicale
Il videoclip è stato pubblicato il 14 maggio 2015. Il video rappresenta i membri della band e altre persone nella corsa dell'evoluzione umana e dei danni che ha provocato.

## Formazione
Gruppo
- Matt Walst – voce
- Barry Stock – chitarra
- Brad Walst – basso, voce
- Neil Sanderson – batteria, voce, tastiera, programmazione

Produzione
- Gavin Brown – produzione
- Lenny DeRose – registrazione
- David Mohacsi, Alastair Sims – editing Pro Tools
- Kevin O'Leary, Alex Krotz, Trevor Anderson – assistenza in studio
- Nick Raskulinecz – missaggio
- Nathan Yourbough – assistenza missaggio
- Joe LaPorta – mastering

## Classifiche
| Classifica (2015)             | Posizione massima |
| ----------------------------- | ----------------- |
| Canada (rock)                 | 31                |
| Stati Uniti (mainstream rock) | 3                 |
| Stati Uniti (rock)            | 34                |
| Stati Uniti (rock airplay)    | 19                |